# هاتا یوگا پرادیپیکا

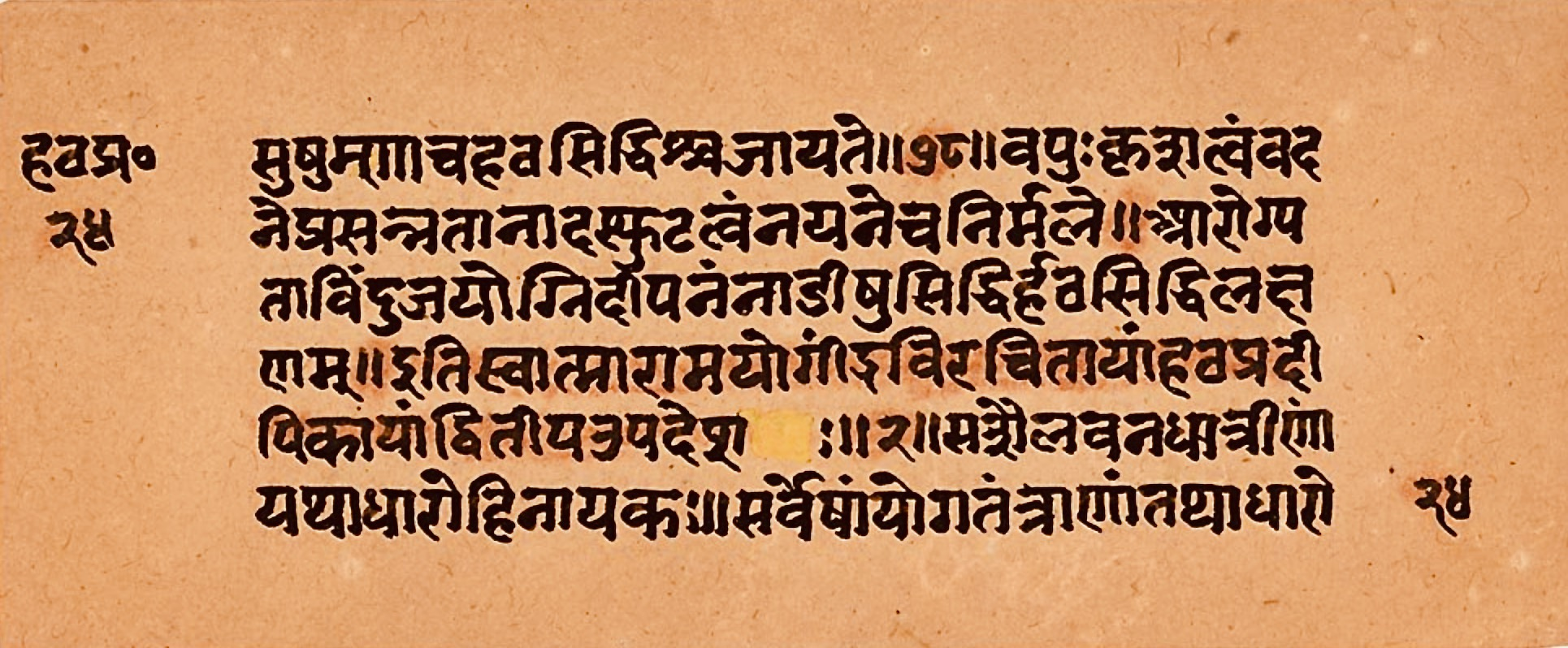
Detail of a 19th century manuscript copy of the 15th century Hatha Yoga Pradipika, Schoyen Collection, Norway

 هاتا یوگا پرادیپیکا  (به انگلیسی: Hahaha Yoga Pradīpikā)، کتاب هاتا یوگا پرادیپیکا شامل گفته‌های یوگی بزرگ هزارهٔ قبل، سواتمارا، به زبان سانسکریت می‌باشد به همراه تفسیر سوامی ساتیاندا. موضوع هاتا یوگا چگونگی مباحث پاکسازی را مطرح می‌سازد و یکی از معتبرترین متون یوگا در سطح جهان است که توسط جلال الدین موسوی نسب (آناندا جیوتی) و بیتا هدایتی (سوریا ناندا) ترجمه و چاپ شده‌است و روشنگر نکات مبهم و تاریک این علم می‌باشد.

## بخش‌های کتاب
بخش اول: آساناها (وضعیت‌های یوگا)
بخش دوم: شات کارما و پرانایاما (تمرینات نظافتی و تنفسی)
بخش سوم: مودرا و باندا
بخش چهارم: سامادهی (سامادی) (فناء فی الله)